# Shipman
Shipman és una població dels Estats Units a l'estat d'Illinois. Segons el cens del 2000 tenia 655 habitants.

## Demografia
Segons el cens del 2000, Shipman tenia 655 habitants, 249 habitatges, i 181 famílies. La densitat de població era de 191,6 habitants/km².
Dels 249 habitatges en un 34,9% hi vivien nens de menys de 18 anys, en un 61% hi vivien parelles casades, en un 8,4% dones solteres, i en un 27,3% no eren unitats familiars. En el 24,5% dels habitatges hi vivien persones soles el 14,1% de les quals corresponia a persones de 65 anys o més que vivien soles. El nombre mitjà de persones vivint en cada habitatge era de 2,63 i el nombre mitjà de persones que vivien en cada família era de 3,12.
Per edats la població es repartia de la següent manera: un 27,2% tenia menys de 18 anys, un 9,9% entre 18 i 24, un 26,1% entre 25 i 44, un 23,8% de 45 a 60 i un 13% 65 anys o més.
L'edat mediana era de 35 anys. Per cada 100 dones de 18 o més anys hi havia 98,8 homes.
La renda mediana per habitatge era de 34.318 $ i la renda mediana per família de 41.250 $. Els homes tenien una renda mediana de 31.875 $ mentre que les dones 21.786 $. La renda per capita de la població era de 15.139 $. Aproximadament el 7,2% de les famílies i el 14,6% de la població estaven per davall del llindar de pobresa.

## Poblacions més properes
El següent diagrama mostra les poblacions més properes.